# Józef Popek (podpułkownik)
Józef Popek (ur. 16 lutego 1894) – podpułkownik piechoty Wojska Polskiego.

## Życiorys
Do Wojska Polskiego został przyjęty z byłej armii austro-węgierskiej. 1 czerwca 1921 pełnił służbę w Centrum Wyszkolenia w Rembertowie, a jego oddziałem macierzystym był 18 Pułk Piechoty. W latach 1922–1924 służył w 10 Pułku Piechoty w Łowiczu. 3 maja 1922 został zweryfikowany w stopniu porucznika ze starszeństwem z 1 czerwca 1919 i 1244. lokatą w korpusie oficerów piechoty, a 1 grudnia 1924 mianowany kapitanem ze starszeństwem z 15 sierpnia 1924 i 484. lokatą w korpusie oficerów piechoty. Później został przydzielony do Kierownictwa Marynarki Wojennej w Warszawie na stanowisko kierownika Referatu Oficerskiego w Samodzielnym Referacie Personalnym. 23 grudnia 1927 został przeniesiony do kadry oficerów piechoty z pozostawieniem na dotychczas zajmowanym stanowisku w KMW. Tego samego dnia został powołany do złożenia egzaminu przedwstępnego do Wyższej Szkoły Wojennej. W marcu 1930 został przeniesiony z KMW do Korpusu Ochrony Pogranicza. 12 marca 1933 został mianowany majorem ze starszeństwem z 1 stycznia 1933 i 13. lokatą w korpusie oficerów piechoty. Od 28 kwietnia 1936 do marca 1939 dowodził I batalionem 25 Pułku Piechoty w Piotrkowie. Na stopień podpułkownika został mianowany ze starszeństwem z 19 marca 1939 i 73. lokatą w korpusie oficerów piechoty. Później został przeniesiony do 66 Pułku Piechoty w Chełmnie na stanowisko I zastępcy dowódcy pułku . W sierpniu, w czasie mobilizacji, został dowódcą rezerwowego 209 Pułku Piechoty.
24 września objął dowództwo 61 Pułku Piechoty i walczył w obronie Warszawy. Po kapitulacji załogi stolicy dostał się do niemieckiej niewoli. Przebywał w Oflagu VII A Murnau .
Po uwolnieniu z niewoli wrócił do kraju i został przyjęty do ludowego Wojska Polskiego. Od września 1945 do 20 marca 1946 był dowódcą 8 Oddziału Ochrony Pogranicza w Przemyślu, po czym został oddany do dyspozycji szefa Departamentu WOP.

## Ordery i odznaczenia
- Krzyż Walecznych[20]
- Medal Niepodległości – 24 października 1931 „za pracę w dziele odzyskania niepodległości”[21]
- Srebrny Krzyż Zasługi[20]